# Дингеу-Маре
Дингеу-Маре (рум. Dângău Mare) — село у повіті Клуж в Румунії. Входить до складу комуни Кепушу-Маре.
Село розташоване на відстані 343 км на північний захід від Бухареста, 31 км на захід від Клуж-Напоки.

## Населення
За даними перепису населення 2002 року у селі проживали 283 особи, з них 281 особа (99,3%) румунів. Рідною мовою 281 особа (99,3%) назвала румунську.